# Закон Джоуля
Зако́н Джо́уля, або другий закон Джоуля — фізичний закон, що визначає величину внутрішньої енергії в ідеальному газі. За законом Джоуля внутрішня енергія ідеального газу залежить тільки від температури й не залежить від тиску чи об'єму.
Закон сформульований та експериментально доведений Джеймсом Джоулем у 1845 році.